# Israel Pellew
Amiral Sir Israel Pellew KCB, RN, född 25 augusti 1758, död 19 juli 1832 var en engelsk sjömilitär, som verkade i skuggan av sin mera kände bror Edward Pellew.